# Ponte de Remagen

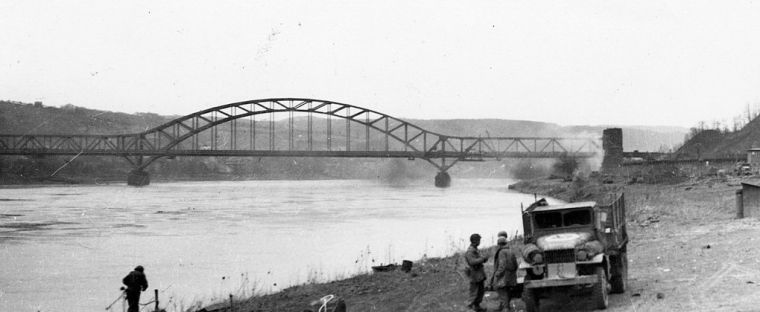
A ponte Remagen.

A Brücke von Remagen cujo nome original é Ludendorff-Brücke é conhecida na história do século XX e na literatura da Segunda Guerra Mundial como Ponte de Remagen, é uma ponte ferroviária que atravessa o Rio Reno na Alemanha, ligando as cidades de Remagen e Erpel. Esta localizada entre duas colinas que flanqueiam o rio.
Construída entre 1916 e 1919 para facilitar o transporte de tropas alemães durante a I Guerra Mundial, tem seu nome em homenagem ao general prussiano da Primeira Guerra Mundial Erich Ludendorff, um dos proponentes da construção da ponte. Com 325 metros de comprimento, possui duas linhas de trem lado a lado e uma passagem para pedestres.

## Segunda Guerra Mundial

Soldados aliados cruzando a Ponte de Remagen

A ponte tornou-se famosa na Segunda Guerra Mundial por ser tomada pelos soldados aliados entre 7 e 8 de março de 1945, numa luta contra seus defensores alemães, permitindo a invasão em massa da Alemanha por este flanco seco, aberto em suas fronteiras.
A captura da ponte foi fundamental para os Aliados estabelecerem uma cabeça de ponte em direção ao coração das terras germânicas, por se tratar da única ponte ainda intacta conservada pelos alemães sobre o Reno, ligando esta região ao interior da Alemanha, sólida o suficiente para permitir a travessia de blindados, armamento pesado e caminhões de suprimento junto com as tropas invasoras. Capturada pelos norte-americanos, os esforços alemães foram desesperados para derrubá-la ou colocá-la fora de uso, primeiro pela infantaria e à medida que iam sendo empurrados para longe de Remagen, por disparos de artilharia e por bombardeios da Luftwaffe sobre ela, mas a ponte manteve-se de pé, possibilitando que oito mil soldados aliados a cruzassem nas primeiras 24 horas.
A reação de Adolf Hitler à perda da ponte foi de tal maneira que os cinco oficiais responsáveis por sua guarda foram levados à corte marcial, quatro deles executados imediatamente e um escapando, apesar de condenado à morte in absentia, por ter caído prisioneiro dos americanos.

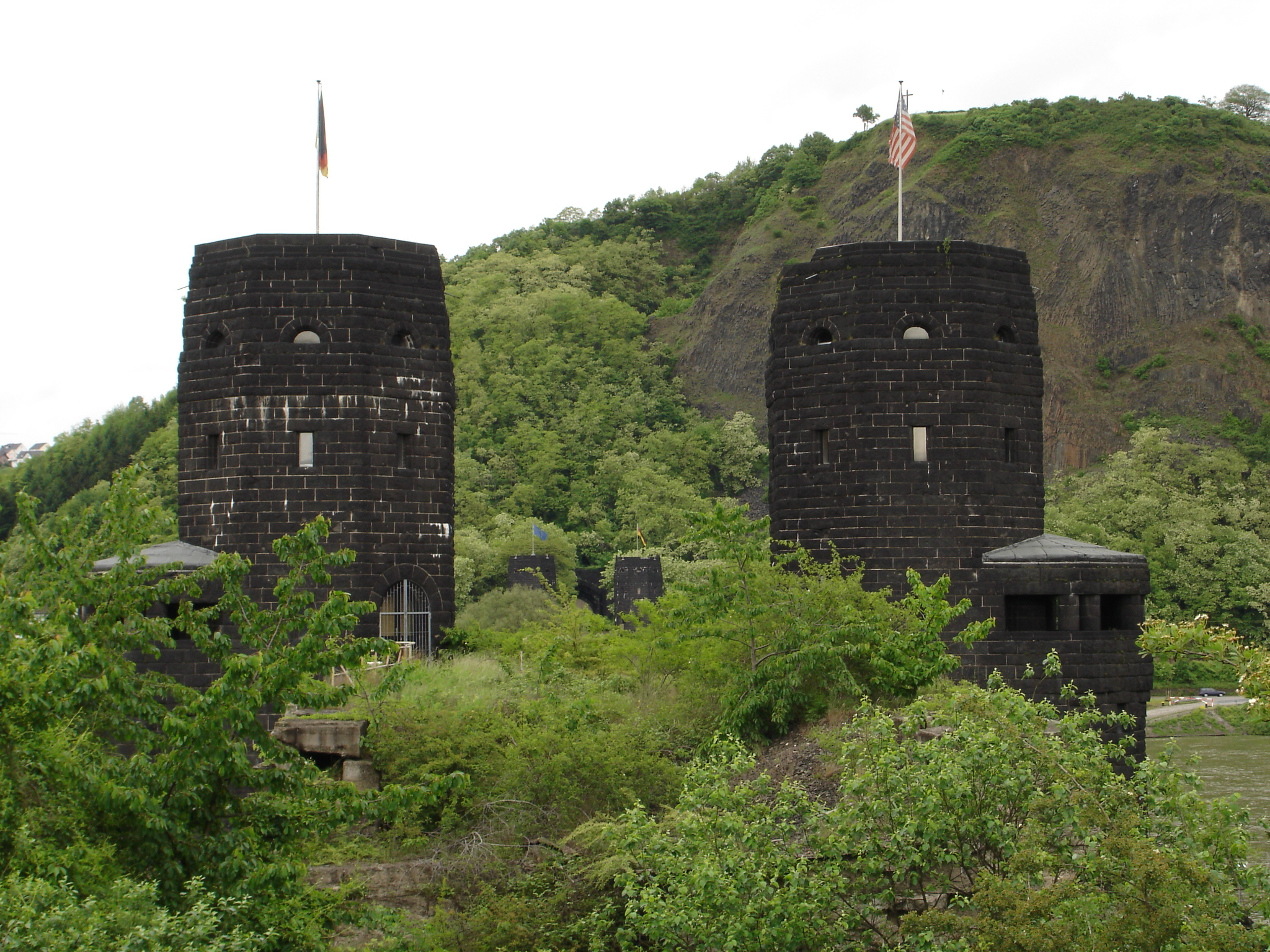
Torres originais onde foi criado um museu.

Dez dias depois da sua captura, a ponte finalmente desabou (não foi reconstruída após a guerra) matando ou ferindo 120 engenheiros do exército que trabalhavam em seu reforço, mas nesta data o grosso das tropas invasoras já havia atravessado o Reno por ela e por pontões artificiais de aço montados sobre o rio.
Em 1969 o cinema de Hollywood fez um filme de grande sucesso sobre o episódio, The Bridge at Remagen (1969), uma superprodução com a participação de um elenco de estrelas, entre elas George Segal, Robert Vaughn e Ben Gazzara.
As duas torres originais da ponte hoje abrigam um museu com fotos, filmes e objetos pertencentes ao episódio da Segunda Guerra Mundial.
Um grande sinal, pregado em uma das duas grandes torres de pedra da ponte, convidava os soldados que a atravessavam nos dias posteriores à sua tomada com a mensagem: “Cruze o Reno com os pés secos. Cortesia da 9ª Divisão Blindada do Exército dos Estados Unidos”. Esta placa hoje está à mostra no Museu Patton, em Fort Knox, no estado de Kentucky, Estados Unidos.